# Saint-Sauveur-de-Pierrepont
Saint-Sauveur-de-Pierrepont è un comune francese di 133 abitanti situato nel dipartimento della Manica nella regione della Normandia.

## Società

### Evoluzione demografica
Abitanti censiti